# Fastlandsklima
Fastlandsklima eller kontinentalt klima er de klimatyper, der er præget af, at tørre materialer (jord, sten, klipper) har lav varmefylde og ringe varmeledningsevne. Begrebet bruges mest om de landområder, der ligger i de tempererede klimazoner, hvor forskellene mellem gennemsnitstemperaturerne i den koldeste og den varmeste måned er større end ca. 18° C. Vintrene i disse egne er meget kolde, mens somrene omvendt er meget varme. Også døgnudsvingene vil være markante med kolde nætter og varme dage.
Disse klimatyper er bestemt af, at afstanden til større vandmængder (store indsøer, have og oceaner) er betydelig. Ved forårets komme opvarmes kun de øverste lag af jorden, og varmen ledes ikke dybere ned. Derfor kommer omsvinget fra vinter til sommer meget brat. Tilsvarende bliver de øverste jordlag hastigt afkølet om efteråret, og varmetabet kan ikke ersattets ved varmeledning fra dybere lag. Derfor kommer vinteren også med et og i fuld styrke. Egne i nærheden af have eller store søer påvirkes derimod af vandets store varmefylde og gode varmeledningsevne. Ved forårets opvarmning bliver jorden ganske vist hurtigt varm, men vandet taber varmen til dybere vandlag, og bidrager derfor til en fortsat afkøling af de nærmeste landområder. Modsat vil vandet bidrage til, at kystnære områder fortsat opvarmes fra dybe og varme vandlag. Derfor bliver både somre og vintre afdæmpede.
Fastlandsklima er, som navnet siger, karakteristisk for det indre af kontinenterne og i særlig grad for den del af dem, som vender væk fra den herskende vindretning. Derfor er der kontinentalt klima i Rusland og Ukraine, og derfor er klimaet langt mildere på vestsiden af det eurasiske kontinent end på østsiden af det. De samme forhold gør sig gældende i Nordamerika, hvor kontinentets vestside har betydeligt mildere klima end østsiden (sammenlign f.eks. klimaet i New York med klimaet i Napoli, der ligger på samme breddegrad).
Det modsatte af fastlandsklima er kystklima.